# Karjiang
Der Karjiang (chinesisch 卡热疆, Pinyin Kǎrèjiāng) ist ein Berg im östlichen Himalaya im autonomen Gebiet Tibet. 
Er befindet sich wenige Kilometer nördlich der Grenze zu Bhutan. 2,97 km südsüdwestlich liegt der Ostgipfel des Kula Kangri. 
Neben dem 7221 m hohen Südgipfel (auch Karjiang I oder Karjiang Süd) besitzt der Karjiang noch weitere Nebengipfel: 
- Mittelgipfel (oder Karjiang II; früher auch als Nordgipfel bezeichnet, 7018 m, ⊙)
- Taptol Kangri (oder Karjiang III, 6824 m, ⊙), im Nordwesten gelegen
- Kangmi Kangri (6412 m, ⊙), auf dem Nordost-Sporn des Karjiang

## Besteigungsgeschichte
Der Südgipfel ist noch unbestiegen (Stand Februar 2021).
Im Oktober 1986 brach eine japanische Expedition die Besteigung des Südgipfels ab und entschied sich für eine Erstbesteigung des Mittelgipfels. Nobuhiro Shingo, Kenji Tomoda und Hiroshi Iwasaki erreichten am 14. Oktober 1986 den Gipfel.
Taptol Kangri und Kangmi Kangri wurden im Oktober 2001 von einer niederländischen Expedition erstbestiegen.
Am 19. Oktober 2001 bestiegen Haroen Schijf, Pepijn Bink, Willem Horstmann und Rein-Jan Koolwijk über die Nordwand den Taptol Kangri.
Der Kangmi Kangri wurde am 21. Oktober 2001 von Rudolf van Aken und Court Haegens erstbestiegen.